# 沙壳里昂司蛤
沙壳里昂司蛤（学名：Lyonsia ventricosa），是笋螂目波浪蛤科波浪蛤属的一种。主要分布于韩国、中国大陆，常栖息在水深20-76米。